# アリゾナ大学
アリゾナ大学（英語: The University of Arizona）は、アメリカ合衆国アリゾナ州ツーソン (Tucson) 市に本部を置くアメリカ合衆国の州立大学。1885年創立、1885年大学設置。大学の略称はUA。
アリゾナ州最古の研究型公立大学であり、同州フェニックス市郊外テンピ市にあるアリゾナ州立大学(Arizona State University)とは別の組織である。
アリゾナ大学は、東京大学のほぼ2倍にあたる約56,500人（2024年現在）の学生を擁する、全米屈指の規模を誇る公立（州立）大学であり、アメリカ合衆国の最重要公立大学 の一つに数えられる。アメリカ東部の名門私立大学群のアイビーリーグに対して、西部の名門公立大学群のパブリック・アイビーの一校である。2025年度予算は約4,430億円（29億9,000万ドル)を確保。東京大学の予算である約1,840億円の2.5倍弱の数字を誇る。
56,544
アリゾナ大学は、シリコンバレーと並ぶ先端技術産業の集積地であるアリゾナバレーにおいて、中核的な役割を果たす機関であり、アリゾナ州のハイテク産業の成功の基礎になっている。その一例として、アリゾナ大学の光科学部（College of Optical Sciences）は、ノーベル賞受賞者であるニコラス・ブルームバーゲンとウィリス・ラムを有し、光の特性や用途の開拓のための幅広い技術であらゆる分野を網羅した革新的かつ包括的な研究プログラムを長年推進してきており、国際的に極めて高い評価を得ている。近年は、NASAとの共同研究が活発であり、火星探査機《フェニックス (探査機)》は火星で氷を発見するという功績を収めている。日本人卒業生のなかに現在JAXAで活躍しているメンバーも多い。

## キャンパス
約130万平方メートルのキャンパスに18の学部 (colleges) 及び12の専門学部 (schools) が所在している。

### ランキング
2012年度のU.S. News & World Reportは、当校の経営学（特に経営情報システム）を全米Top3、工学部（特に材料工学、機械工学）を全米Top20、総合評価を全米Top30の公立大学にランクしている。2020年度のU.S. News & World Report’s “Best Global Universities”によれば、Arts and Humanities（人文科学）の分野で当校は全米公立大学の中、9位 にランクインしており、特にEast Asian Studies (東アジア学） における研究水準は非常に高い。また法科大学院に関しても、アリゾナ大学ロースクールは2020年度のU.S. News & World Reportのロースクールランキング39位にランクインしている。
2012年度の当校の研究開発(R&D)の年間予算は5億ドルを超えており、州立大学のトップ10入りしている。英国THES誌は2014-15年の報告書 において、当校を世界第86位と定めている（同報告書による比較対象：東京大学23位、京都大学59位、東工大141位、東北大学165位）。U.S. News & World Reportが発表した2020年の"Best Global Universities" rankingにおいても、世界第85位 にランクインしており、各国のエリートが集まる世界屈指の名門大学であり続けている。

### 学部
- College of Agriculture and Life Sciences
- College of Architecture and Landscape Architecture
- College of Education
- College of Eller College of Management
- College of Engineering
- College of Fine Arts
- College of Humanities
- College of Medicine
- College of Nursing
- College of Optical Sciences
- College of Pharmacy
- College of Science
- College of Social and Behavioral Sciences
- Zuckerman College of Public Health

--------
- Graduate College
- Honors College
- University College
- UA South

### 専門大学院
- James E. Rogers College of Law (アリゾナ大学ロースクール)

### 専門学部
- School of Architecture
- School of Art
- School of Dance
- School of Family and Consumer Sciences
- School of Health Professions
- School of Information Resources & Library Science
- School of Landscape Architecture
- School of Music
- School of Planning
- School of Public Administration and Policy
- School of Theatre Arts
- School of Natural Resources

## 歴史
アリゾナ大学の起源は、1885年にアリゾナ準州議会によって設立が承認されたときに遡る。これはまだアリゾナ州が成立していなかった時代である。最初の講義は1891年に当時唯一の建物であった本館校舎において行われた。学生数は32人であった。この本館校舎は同大キャンパスに現存し、今日も使用されている。
2023年現在の学長は、2017年に就任した第22代ロバート・C・ロビンズ (Robert C. Robbins) である。

## スポーツ
アメリカの他の大規模公立大学と同様に、アリゾナ大学においてもスポーツ活動は盛んである。同大のスポーツチームは 「ワイルドキャッツ」("Wildcats") という愛称で有名である。これは1914年に、当時のカリフォルニア州チャンピオンチームであったオクシデンタル大学とのアメリカンフットボールの試合における同大の選手の健闘を、ロサンゼルス・タイムズの記者が "the Arizona men showed the fight of wildcats." と称えたことによる。同大は1978年にNCAAのPac-10カンファレンス (後のパシフィック12カンファレンス) に参加し、ディビジョンI-Aに属している。なお2024年からはビッグ12カンファレンスに移籍する予定。

### アメリカンフットボール
1998年以降目立った活躍はなかったが、マイク・ストゥープスが監督に就任後はホリデーボウルに出場など全盛期の強さが戻りつつある。またNFLドラフトでも近年、マイク・ベル、アントン・ケーソン、ロブ・グロンコウスキーなどコンスタントにスタープレーヤーを輩出している。

### バスケットボール

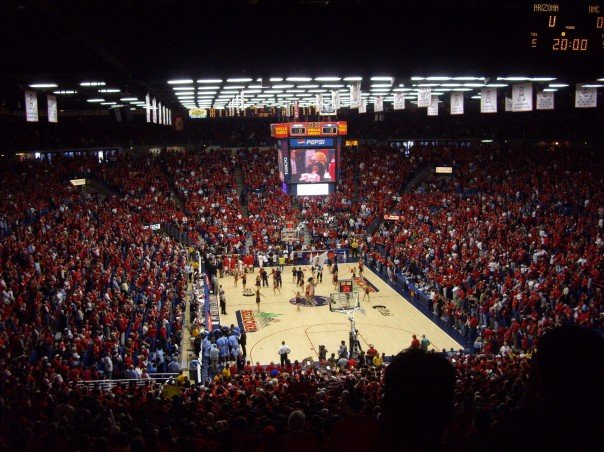
マッケール・センター

アリゾナ大学男子バスケットボール部は、1983年にルート・オルソンがヘッドコーチに就任して以来、全米で最も成功したプログラムの一つであり、言わずと知れたカレッジバスケットボール界の名門校である。1988年から2007年まで、20年連続20勝を達成しており、1985年から2009年まで25年連続でNCAAトーナメントに出場している。また、1988年、1994年、1997年、2001年には、ファイナル・フォーに進出した。
ライバル校は同じPac-12に所属するUCLAや、他カンファレンスではカンザス大学、ノースカロライナ大学、ケンタッキー大学と毎年全米チャンピオンをめぐって激しい争いを繰り広げている。

### ソフトボール
アリゾナソフトボールは全米一と言われるほど最強である。1991, 1993, 1994, 1996, 1997, 2001, 2006 そして2007年と全米チャンピオンになっており、またアメリカ代表にも監督を含め約半数がアリゾナ大学出身である。

## 著名な卒業生
- ボブ・ドール - 政治家
- バリー・ゴールドウォーター - 政治家
- リチャード・ルッソ - 作家
- ローレン・グッドマン - 詩人
- ジェリー・ブラッカイマー - プロデューサー
- グレッグ・キニア - 俳優
- クレイグ・T・ネルソン - 俳優
- ロン・シェルトン - 映画監督
- リンダ・マッカートニー - 写真家
- ハーヴィー・メイソン - ドラマー
- ニコール・リッチー - タレント(2年で中退)
- レイク・ニースリング - 水泳選手
- アニカ・ソレンスタム - 女子プロゴルファー
- スティーブ・カー - バスケットボール選手
- ショーン・エリオット - バスケットボール選手
- マイク・ビビー - バスケットボール選手（NCAAトーナメント優勝の時、MVPに輝いた。）
- ジェイソン・テリー - バスケットボール選手（NCAAトーナメント優勝メンバー）
- アンドレ・イグダーラ - バスケットボール選手
- リチャード・ジェファーソン - バスケットボール選手
- ルーク・ウォルトン - バスケットボール選手
- トレバー・ホフマン - 野球選手
- テリー・フランコーナ - 野球選手、監督
- ニック・フォールズ - プロアメリカンフットボール選手
- ロブ・グロンコウスキー - プロアメリカンフットボール選手